# Генадий Зюганов
Генадий Андреевич Зюганов (на руски: Генна́дий Андре́евич Зюга́нов; роден на 26 юни 1944) е руски политик, доктор на философските науки, автор на редица книги и публикации в пресата.
Зюганов е роден в с. Мъмрино на около 100 km от град Орел. Завършва Физико-математическия факултет на Орловския педагогически институт. През 1966 г. става член на КПСС и се превръща в неин активен член. Става лидер на КПРФ през 1993 г.
От 2001 г. е председател на Съюза на комунистическите партии – Комунистическа партия на Съветския съюз (СКП-КПСС). Бил е 4 пъти кандидат за президентския пост на Русия – съответно през 1996, 2000, 2008 и 2012 г. На изборите през 1996 г. се класира на второ място и участва в балотаж с Борис Елцин.